# Ashley Cooper (Tennisspieler)
Ashley John Cooper, AO (* 15. September 1936 in Melbourne, Victoria; † 22. Mai 2020 ebenda) war ein australischer Tennisspieler.

## Karriere
Ashley Cooper machte bereits als Junior auf sich aufmerksam. Er durfte 1954 bereits mit einer australischen Delegation in nach Übersee reisen, um dort bei Turnieren anzutreten, nachdem er zuvor bei den Australian Championships das Viertelfinale erreicht hatte. So erreichte er unter anderem 1954 das Finale des Junioreneinzels in Wimbledon. Auch bei den Senioren kam er im Einzel bis ins Viertelfinale.
Auch in den folgenden Jahren gehörte er zu den australischen Tennisspielern, die international antraten. 1956 erreichte er bei den internationalen französischen Meisterschaften, die später als French Open ausgetragen wurden, im Einzel das Halbfinale, wo er gegen Sven Davidson ausschied, und im Doppel gemeinsam mit Lew Hoad das Finale, in dem sie gegen Don Candy und Bob Perry verloren.
1957 begann mit seinem ersten Einzeltitel bei den Australian Championships, den er im Folgejahr verteidigen konnte. Es folgten Titel in Florenz, im Queen’s Club in London, in Dublin, in Haverford, in Sydney und Melbourne. Im Frühjahr 1958 gewann Cooper neben den Australian Championships auch in Brisbane und Newcastle zwei weitere Turniere in seinem Heimatland. In dem Jahr folgten neun weitere Einzeltitel, unter anderem in Wimbledon und bei den U.S. Championships.
In den Jahren 1957 und 1958 trat Cooper zweimal für die Australische Davis-Cup-Mannschaft an. Er gewann zwei seiner vier Matches und holte 1957 mit der Mannschaft den Davis Cup.
Im Jahr 1959 wechselte Cooper in den Profisport, um mit Tennis Geld verdienen zu können. Er gewann dabei unter anderem den European Grand Prix. 1964 beendete er seine Karriere. Danach trat er noch vereinzelt bei hochklassigen Turnieren an.
Nach seiner aktiven Karriere ging er nach Brisbane, um dort einen Zentrum für Tennis und Squash zu betreiben.
1991 wurde Cooper in der International Tennis Hall of Fame aufgenommen. 2007 wurde er mit dem Titel Officer of the Order of Australia ausgezeichnet.

## Persönliches
Ashley Cooper war der Sohn eines Lehrers und wurde von seinen Eltern an den Tennissport herangeführt. Eigentlich sollte er nach dem Schulabschluss Medizin studieren, er setzte sich jedoch gegen seine Eltern durch und spielte hochklassige Tennisturniere. Sein jüngerer Bruder John Cooper war ebenfalls ein erfolgreicher Tennisspieler.

## Erfolge bei Grand-Slam-Turnieren

### Einzel

#### Turniersiege
| Nr. | Datum             | Turnier                      | Belag | Finalgegner  | Ergebnis                 |
| --- | ----------------- | ---------------------------- | ----- | ------------ | ------------------------ |
| 1.  | 28. Januar 1957   | Australian Championships (1) | Rasen | Neale Fraser | 6:3, 9:11, 6:4, 6:2      |
| 2.  | 28. Januar 1958   | Australian Championships (2) | Rasen | Mal Anderson | 7:5, 6:3, 6:4            |
| 3.  | 5. Juli 1958      | Wimbledon                    | Rasen | Neale Fraser | 3:6, 6:3, 6:4, 13:11     |
| 4.  | 7. September 1958 | U.S. Championships           | Rasen | Mal Anderson | 6:2, 3:6, 4:6, 10:8, 8:6 |

#### Finalteilnahmen
| Nr. | Datum             | Turnier            | Belag | Finalgegner  | Ergebnis       |
| --- | ----------------- | ------------------ | ----- | ------------ | -------------- |
| 1.  | 5. Juli 1957      | Wimbledon          | Rasen | Lew Hoad     | 2:6, 2:6, 1:6  |
| 2.  | 8. September 1957 | U.S. Championships | Rasen | Mal Anderson | 8:10, 5:7, 4:6 |

### Doppel

#### Turniersiege
| Nr. | Datum             | Turnier                                         | Belag | Doppelpartner | Finalgegner                | Ergebnis                |
| --- | ----------------- | ----------------------------------------------- | ----- | ------------- | -------------------------- | ----------------------- |
| 1.  | 2. Juni 1957      | Internationale französische Meisterschaften (1) | Sand  | Mal Anderson  | Don Candy Mervyn Rose      | 6:3, 6:0, 6:3           |
| 2.  | 8. September 1957 | U.S. Championships                              | Rasen | Neale Fraser  | Gardnar Mulloy Budge Patty | 4:6, 6:3, 9:7, 6:3      |
| 3.  | 27. Januar 1958   | Australian Championships                        | Rasen | Neale Fraser  | Roy Emerson Bob Mark       | 7:5, 6:8, 3:6, 6:3, 7:5 |
| 4.  | 1. Juni 1958      | Internationale französische Meisterschaften (2) | Sand  | Neale Fraser  | Robert Howe Abe Segal      | 3:6, 8:6, 6:3, 7:5      |

#### Finalteilnahmen
| Nr. | Datum           | Turnier                                      | Belag | Doppelpartner | Finalgegner               | Ergebnis      |
| --- | --------------- | -------------------------------------------- | ----- | ------------- | ------------------------- | ------------- |
| 1.  | 15. Mai 1956    | Internationale französischen Meisterschaften | Sand  | Lew Hoad      | Don Candy Bob Perry       | 5:7, 3:6, 3:6 |
| 2.  | 18. Januar 1957 | Australian Championships                     | Rasen | Mal Anderson  | Neale Fraser Lew Hoad     | 3:6, 6:8, 4:6 |
| 3.  | 4. Juli 1958    | Wimbledon Championships                      | Rasen | Neale Fraser  | Sven Davidson Ulf Schmidt | 4:6, 4:6, 6:8 |